# Сојуз 17
Сојуз 17 (рус. Союз 17) је била прва од две дуготрајне мисије на совјетску свемирску станицу Саљут 4 1975. године.

## О лету
Лет космонаута Алексеја Губарјева и Георгија Гречка поставио је совјетски рекорд у трајању од 29 дана, надмашивши рекорд од 23 дана који је поставила посада Сојуза 11 на Саљуту 1 1971. године. Саљут 4 је лансиран 26. децембра 1974, а Сојуз 17, са космонаутима Георгијем Гречком и Алексејем Губаревом као првом посадом, лансиран је 16 дана касније, 10. јануара 1975. године. Губарев је ручно прикључио Сојуз 17 на станицу 12. јануара 1975. године. Саљут 4 је био у необично високој кружној орбити од 350  када је Сојуз 17 пристао на станицу. Дизајнер Саљута Константин Феоктистов рекао је да је ово било да би се осигурало да потрошња погонског горива буде половина онога што је потребно за Саљуте на нижој надморској висини.
Посада је радила између 15 и 20 сати дневно. Једна од њихових активности укључивала је тестирање комуникационе опреме за праћење бродова и контактирање контроле мисије преко сателита Молнија. Астрофизика је била главна компонента мисије, а соларни телескоп станице активиран је 16. јануара 1975. године. Посада је касније открила да је главно огледало телескопа уништено директним излагањем сунчевој светлости када је систем показивача отказао. Они су обновили огледало 3. фебруара 1975. и разрадили начин усмеравања телескопа помоћу стетоскопа, штоперице и звукова које је покретно огледало стварало у свом кућишту.
Дана 14. јануара 1975. године, вентилационо црево је постављено из Саљута 4 да би Сојуз одржавао вентилацију док су његови системи били искључени. 19. јануара 1975. објављено је да се јонски сензори користе за оријентацију станице, систем који је описан као ефикаснији. Нови телепринтер је коришћен за комуникацију са земаљском посадом, ослобађајући посаду Саљута од сталних прекида током рада. Космонаути су почели да гасе станицу 7. фебруара 1975. и вратили су се на Земљу у капсули Сојуз два дана касније, 9. фебруара 1975. године. Они су безбедно слетели у близини Целинограда у снежној мећави са ветровима од 72  и носили су одела за гравитацију да би ублажили последице поновне адаптације. Литица Сојуз-17 на Антарктику је названа по мисији.